# Cordillera Arakan

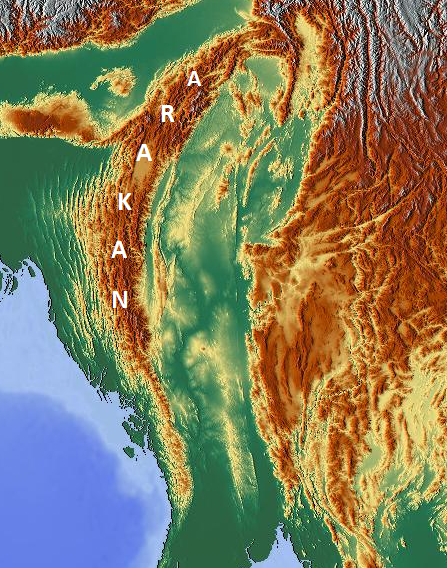
Mapa topográfico de la Cordillera Arakan

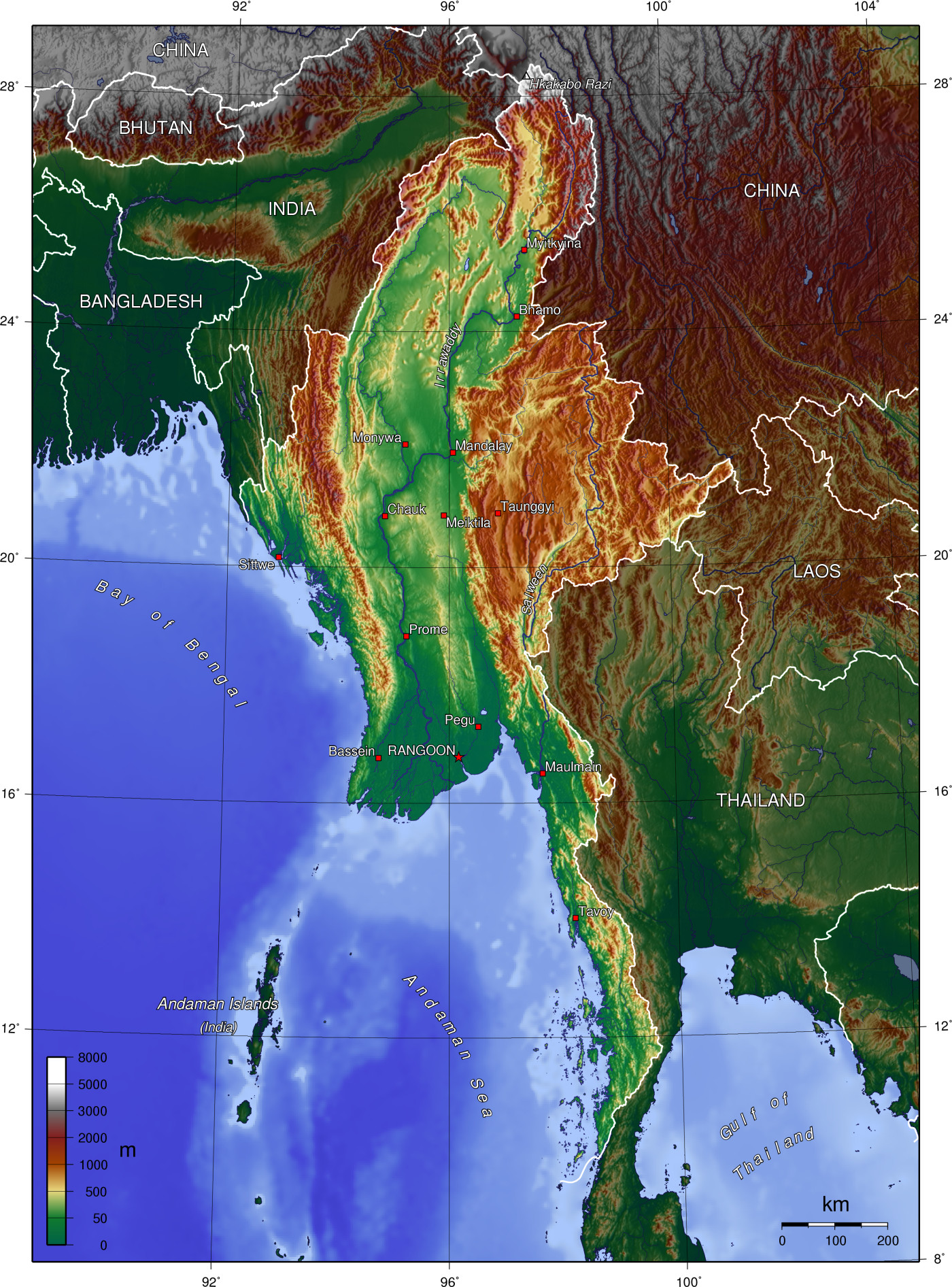
Mapa topográfico de Birmania

La cordillera Arakan es una cadena de montañas que se extienden al norte de Asia, concretamente en Birmania. También es conocida como la cordillera Arakan Yoma. El pico más alto es Nat Ma Taung (Monte Victoria) que alcanza los 3.053 m, la montaña más alta con un pico a base de tierra y la única situada en el sur del estado de Chin, limitando con las localidades de Mindat y Kanpatlat. Es también conocida como una reserva para aves y animales salvajes y un bosque natural. La cordillera forma parte de la ecorregión bosques de montaña Chin Hills-Arakan Yoma, con diversos bosques que incluyen pino y teca. Cada año universidades de Birmania de la Asociación de Excursionismo y Montañismo practican senderismo. Más de 50 grupos étnicos que usan idiomas diferentes viven en la cordillera Arakan. La cordillera Arakan está poblada por el pueblo zo.
La cordillera Arakan conecta con las montañas Mizo.